# Дрімлюга малий
Дрімлюга малий (Setopagis parvula) — вид дрімлюгоподібних птахів родини дрімлюгових (Caprimulgidae). Мешкає в Південній Америці. Колумбійський дрімлюга раніше вважався конспецифічним з малим дрімлюгою.

## Опис

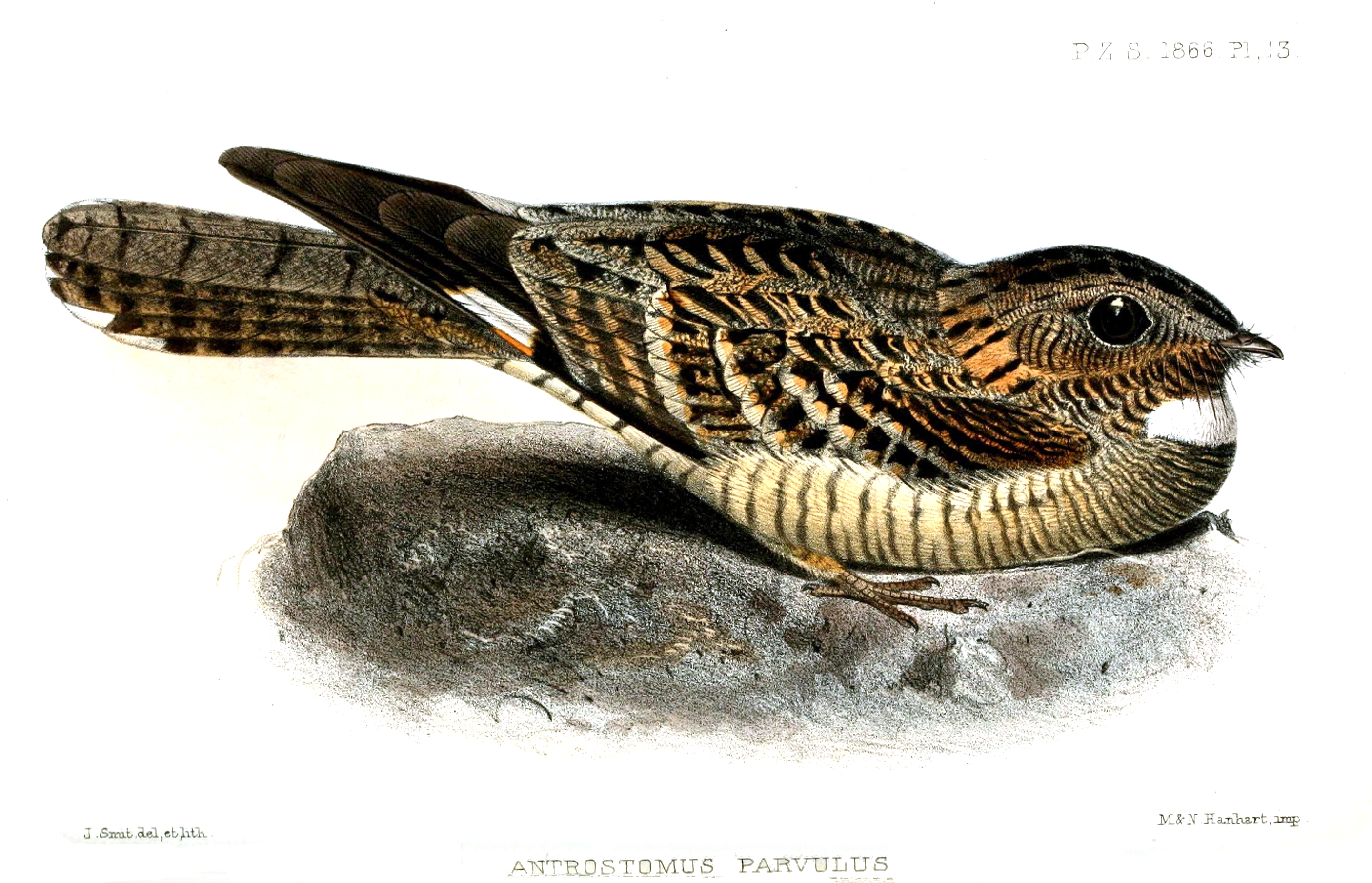
Малий дрімлюга

Довжина птаха становить 19-21 см, вага 25-42 г, самиці 30-47 г. Самці мають переважно сірувато-коричневе забарвлення, поцятковане охристими, коричневі і чорнувато-бурими плямками і смугами. Живіт охристий, поцяткований коричневими смугами. На задній частині шиї широкий, нечіткий охристий "комір", підборіддя охристе, горло біле. На крилах широкі білі смуги, крайні стернові пера на кінці білі.  У самиць горло охристе, білі плями на крилах і хвості відсутні. Крик самця — гучна, клацаюча трель "доп, дро-дро-дро".

## Поширення і екологія
Малі дрімлюги мешкають в Перу, Болівії, Бразилії, Аргентині, Парагваї і Уругваї. Вони живуть в саванах, рідколіссях і чагарникових заростях, на узліссях вологих рівнинних тропічних лісів, на пасовищах і евкаліптових плантаціях. Зустрічаються на висоті до 1500 м над рівнем моря. Ведуть нічний спосіб життя. Живляться комахами, яких ловлять в польоті. Сезон розмноження триває з червень по січень. Відкладають яйця просто на голу землю. В кладці 2 яйця, насиджують і самиці і самці.